# The Kills
The Kills je britsko-americká rocková skupina, založená v roce 2000 britským kytaristou Jamie Hincem a americkou zpěvačkou Alison Mosshart. Své první album skupina vydala v roce 2003 a neslo název Keep on Your Mean Side; následovala alba No Wow (2005), Midnight Boom (2008), Blood Pressures (2011) a zatím posledním je Ash & Ice z roku 2016. Jejich píseň „Cheap and Cheerful“ byla použita v epizodě „Šťastná třináctka“ seriálu Dr. House, písně „Future Starts Slow“ a „No Wow“ zazněly v seriálu Lovci zločinců. Pro změnu jejich velký hit „Doing It To Death“ zazněl v sedmé epizodě sedmé řady populárního amerického seriálu Shameless. V květnu 2017 vystoupilo duo jako jeden z hostů při koncertu velšského hudebníka Johna Calea v Liverpoolu.

## Diskografie
- Keep on Your Mean Side (2003)
- No Wow (2005)
- Midnight Boom (2008)
- Blood Pressures (2011)
- Ash & Ice (2016)